# Spatholobus auritus
Spatholobus auritus là một loài thực vật có hoa trong họ Đậu. Loài này được Ridd.-Num. miêu tả khoa học đầu tiên.